# سلامی
سَلامی یا سَلامه؛ نام شهری تاریخی در بخش سلامی شهرستان خواف استان خراسان رضوی ایران است. این شهر دارای آثار تاریخی نظیر کوشک سلامی، سد سلامی، آسیاب دوقلو سلامی می‌باشد. مسافت این شهر تا مرکز شهرستان، حدود ۲۵ کیلومتر است. این شهر در دامنه‌های جنوبی رشته‌کوه کوهسرخ قرار دارد. مردم این شهر مسلمان هستند و مذهب مردم این شهر شیعه دوازده امامی است.

## وجه تسمیه
با توجه به تاریخ سلامی یا سلومک در متون تاریخی این شهر قبل از ورود اسلام به ایران وجود داشته است تا جایی که کوشک و بند سلامی متعلق به دورهٔ ساسانیان بوده و سلامی نامی عربی و مشتق شده از کلمه سلام عربی نیست بلکه واژه‌ای فارسی است. شهر زوزن و سلامی در کتب تاریخی همراه هم به عنوان آبادی‌های مشهور ولایت خواف آمده، و قدمت این شهر مثل زوزن به دورهٔ اشکانی و سلوکی می‌رسد و کلمه سلومه که نام اولیه سلامی است از اسامی رایج در دورهٔ سلوکیان می‌باشد.

## پیشینه

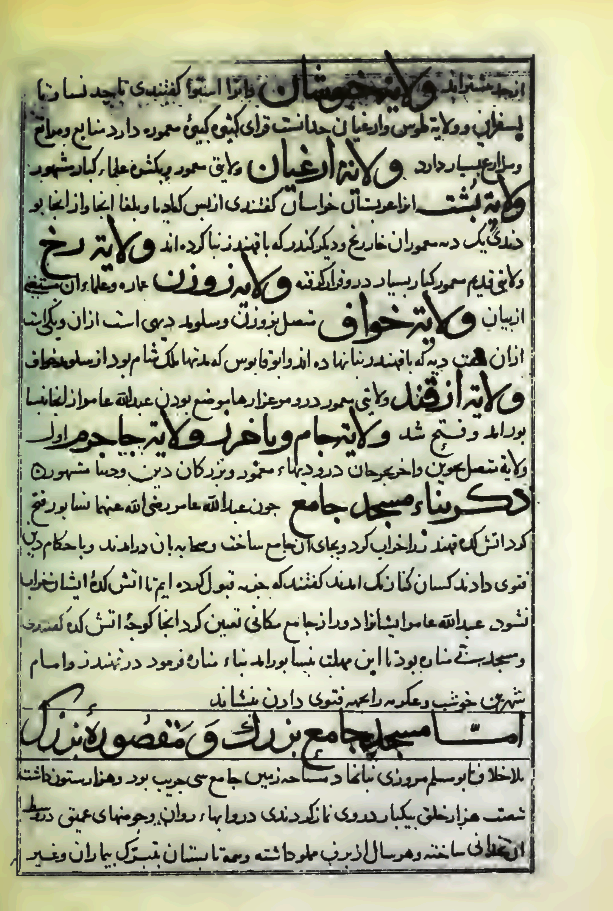
ولایت خواف در میان ولایت‌های ربع نیشابور در صفحه‌ای از نسخه خطی ترجمه کتاب تاریخ نیشابور الحاکم.

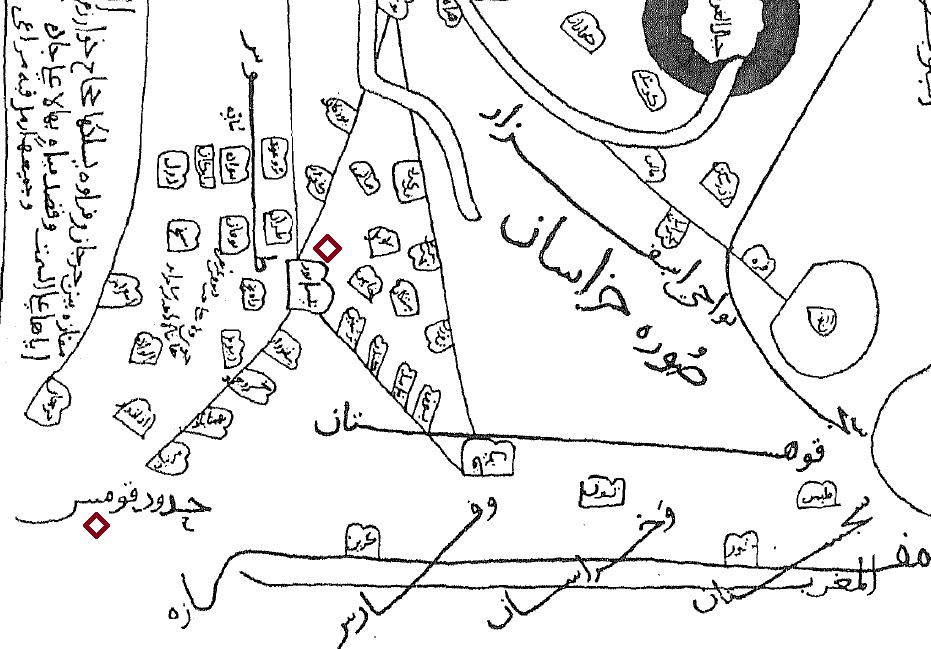
نام سلومک بر روی نقشه ابن حوقل در کتاب صورة الارض در قرن چهارم هجری

سلومک؛ شهری باستانی در ولایت خواف، ربع نیشابور قرار داشته و براساس نوشته‌های مقدسی، ابن حوقل و اصطخری این شهر در قدیم از شهرهای آباد خواف بوده و به نام‌های سلومه، سلومک شناخته و مرکز حکومت بوده است. حمدالله مستوفی در نزهت القلوب گفته است: سلامه، سنجان، زوزن از توابع خواف است که ملک زوزن در آنجا عمارت عالی بنا کرده است. میوه‌هایش انار، انگور، انجیر و خربزه است و ابریشم و روناس زیادی دارد.
در سال ۶۰۴ قمری که حاکم هرات علیه سلطان خوارزمشاه قیام کرد، ملک زوزن به طرفداری از سلطان به مقابله با او رفت و وی را در هرات دستگیر نمود. اموالش مصادره گشت و او را به سلومه فرستادند و زندانی کردند. از این واقعه چنین پیداست که سلامه از شهرهای تابعه و مورد اعتماد ملک زوزن بوده و زندان مطمئن ملک هم در این شهر قرار داشته و همچنین از طبقهٔ زیرین کوشک سلامه برای زندانیان سیاسی استفاده می‌شده است. در سال ۶۰۷ قمری که ملک زوزن حکومت کرمان را داشت، قلعهٔ سلامه و کوشک را عمارت کرده است. در سال ۶۹۵ قمری، رکن‌الدین محمود سیستانی به خواف لشکر کشید و بزرگ‌زادگان خواف در سلامه با او نبرد کردند که به علت شکست و تسلیم شدن آن‌ها امیر محمود سیستانی پس از آرامش، یک سال و نیم در آنجا اقامت نمود.
در اوایل سده دهم قمری که مراد بیگ ترکمان از ترس شاه اسماعیل صفوی به خواف آمد تا در خواف پناه جوید، شاه اسماعیل رسید و او را با ۷هزار ترکمان همراهش مغلوب و مقتول نمود و خود در قلعهٔ خواف فرود آمد که بر اساس مدارک تاریخی این قلعه سلامه بوده است. چون حاکم خواف در قلعهٔ سلامی سکونت داشته از سال ۷۳۷ قمری که زوزن ویران گردید تا اواخر دوره صفوی؛ مرکز حکومت شهر سلامه بوده است.
در اواخر دوره قاجار، سلامی متعلق به ارباب جمشید سرمایه‌دار زرتشتی بود اما با ورشکستگی وی، دولت در سال ۱۲۹۴ خورشیدی این آبادی را در برابر پرداخت بدهی‌های او به بانک‌های شاهنشاهی و استقراضی تصرف کرد.

## موقعیت
شهر سلامی از شهرهای بزرگ شهرستان خواف است که در فاصله ۹۰ کیلومتری تربت حیدریه و ۲۵ کیلومتری خواف قرار دارد. از شمال به روستای خیرآباد، جنوب‌شرقی به روستای چهارده و شمال‌غربی به روستای احمدآباد، غرب به روستای حسن‌آباد و شرق به روستای قلعه‌نو منتهی می‌شود.
از سال‌ها قبل مالکیت سلامه را سید محمد قریشی داشته که تا سال ۱۳۲۶ خورشیدی دهی کوچک و مخروبه و از سال ۱۳۳۰ خورشیدی، کار نوسازی در محل فعلی به همت مرحوم قریشی طبق نظر و نقشه مهندسی شهرسازی همراه با تأسیسات مثل مدرسه، حمام، آب‌انبار، بهداری، مسجد و حسینیه آغاز و در سال ۱۳۳۰ به پایان رسیده که مورد استفاده ساکنان آن قرار گرفت. کشاورزی آن به واسطهٔ وجود بند و چاه‌های عمیق اطرافش رونق زیادی دارد که نیمی از محصولات کشاورزی منطقهٔ خواف را تأمین می‌کند. از این شهر گندم، جو، چغندر قند، خربزه و هندوانه به مقدار زیادی صادر می‌شود.

## جمعیت
بر پایه سرشماری عمومی نفوس و مسکن در سال ۱۳۹۵ جمعیت این شهر ۷٬۵۵۵ نفر (در ۱٬۹۵۱ خانوار) بوده است.

## اماکن تاریخی، آثار باستانی و جهانگردی

### آثار ثبت‌شده
| ردیف | نام اثر                 | نگاره          | دیرینگی             | موقعیت                        | شماره ثبت | تاریخ ثبت      | منبع   |
| ---- | ----------------------- | -------------- | ------------------- | ----------------------------- | --------- | -------------- | ------ |
| ۱    | سد سلامه                | بارگذاری تصویر | سده ۹ ق             | ۶۶ کیلومتری شمال‌غربی شهر خواف | ۲۴۵۴      | ۱۹ مهر ۱۳۷۸    | [ ۵ ]  |
| ۲    | تپه دیوی                | بارگذاری تصویر | تاریخی - اسلامی     | روستای ولی‌آباد                | ۳۵۱۸      | ۲۵ اسفند ۱۳۷۹  | [ ۶ ]  |
| ۳    | شهر تاریخی سیراوند      | بارگذاری تصویر | تاریخی - اسلامی     | ۱۲ کیلومتری غرب چمن‌آباد       | ۳۷۷۴      | ۱۲ شهریور ۱۳۸۰ | [ ۷ ]  |
| ۴    | کوشک و باغ سلامه        |                | دوره سلجوقی - معاصر | شهر سلامی                     | ۶۴۳۰      | ۷ مهر ۱۳۸۱     | [ ۸ ]  |
| ۵    | حوض‌انبار رباط زیارت     | بارگذاری تصویر | سده ۹ ق             | روستای فدک                    | ۷۴۷۸      | ۱۲ بهمن ۱۳۸۱   | [ ۹ ]  |
| ۶    | سقاوه رباط زیارت        | بارگذاری تصویر | اواخر دوره قاجار    | روستای فدک                    | ۷۴۸۰      | ۱۲ بهمن ۱۳۸۱   | [ ۱۰ ] |
| ۷    | مسجد رباط زیارت         | بارگذاری تصویر | دوره غزنوی          | روستای فدک                    | ۷۴۹۱      | ۱۲ بهمن ۱۳۸۱   | [ ۱۱ ] |
| ۸    | محوطه زیارت سیجاوند     | بارگذاری تصویر | سده ۷ - ۸ ق         | شمال روستای سیجاوند           | ۱۳۱۹۸     | ۲۲ مرداد ۱۳۸۴  | [ ۱۲ ] |
| ۹    | بقایای قلعه بندیوان     | بارگذاری تصویر | سده ۹ - ۱۰ ق        | روستای بندیوان                | ۱۳۳۱۲     | ۲۲ مرداد ۱۳۸۴  | [ ۱۳ ] |
| ۱۰   | محوطه سیجاوند (سیراوند) | بارگذاری تصویر | سده ۷ - ۹ ق         | جنوب روستای سیجاوند           | ۱۳۳۱۳     | ۲۲ مرداد ۱۳۸۴  | [ ۱۴ ] |
| ۱۱   | آسیاب دوقلو             | بارگذاری تصویر | پهلوی اول           | شهر سلامی                     | ۲۲۳۱۱     | ۲۷ اسفند ۱۳۸۶  | [ ۱۵ ] |